# Munții Vosgi
Munții Vosgi (în franceză Vosges, în germană Vogesen, în latină Vosago / Vosego / Vogesus), situați în estul Franței, se întind de-a lungul marginii vestice a Câmpiei Rinului Superior: de la Poarta Burgundiei (o depresiune din apropiere de Belfort) la sud, până la Pădurea Palatină la nord. Au primit numele de la Vosegus, zeul celtic al munților, pădurilor și vânătorii.

## Istorie
Regiunea Munților Vosgi a avut parte de mulți stăpâni de-a lungul istoriei sale : dinastia suabă,  Hohenstaufenii, Habsburgii, francezii și germanii. Alsacia, împreună cu Munții Vosgi, au fost timp aproximativ un mileniu una din cele mai bogate regiuni de pe continentul european. Când, în anul 1079, familia Hohenstaufen a preluat titlul de duci de Suabia, Munții Vosgi și Alsacia au devenit cuibul acestei dinastii. Împăratul Frederic al II-lea numea acest ținut „cel mai drag dintre toate pământurile mele moștenite”. 
În a doua jumătate a secolului al XIII-lea, stăpânirea dinastiei  Hohenstaufen a luat sfârșit, iar regiunea s-a dezintegrat în numeroase ducate, comitate și orașe libere, aparținând teritoriului german.
În anul 1525, în Munții Vosgi  a izbucnit un război țărănesc care a condus la dezorganizarea ținutului, cuprins deja de febra Reformei. Revolta a fost înăbușită în sânge de către ducele Antoine de Lorena.
În urma Războiului de Treizeci de Ani, Alsacia, Lorena și Munții Vosgi au intrat sub stăpânirea Franței. În secolele al XIX-lea și al XX-lea, regiunea a fost motiv de dispută între Germania și Franța. Între anii 1871 și 1918, Alsacia și Lorena au constituit provincia vestică a celei dintâi.

## Geologie și geografie
Munții Vosgi, un lanț cu lungimea de aproape 125 km și cu lățimea de până la 70 km, sunt considerați rudele apropiate ale Masivului german Pădurea Neagră, situat pe malul drept al Rinului. Cele două lanțuri muntoase se deosebesc însă din punct de vedere geologic. Gresia multicoloră, tipică pentru Munții Pădurea Neagră, poate fi întâlnită doar în regiunile mai puțin înalte din Vosgii Joși. Vosgii Înalți, unde se află cele mai înalte și mai cunoscute piscuri, și anume Grand Ballon (1.423 m), Ballon d'Alsace și Hohneck, sunt alcătuite din granit. Datorită vârfurilor lor rotunjite, sunt supranumiți „munții balon”, iar multe creste sunt botezate „baloane”.
Versanții estici ai Vosgilor pierd brusc din altitudine în direcția Câmpiei Rinului Superior. Râurile care izvorăsc din zonă, precum Thur sau Bruche, se varsă în Rin, situat în apropiere. Râurile care au izvoarele pe versanții vestici, mai puțin abrupți, precum Mosela, Meurthe și Sarre, își îndreaptă apele către nord-vest, spre Lorena.

## Climă
Clima este temperat - continentală, cu temperaturi medii multianuale de -2 °C în ianuarie și de +14 °C în iulie.